# Asger Hamerik
Asger Hamerik, född den 8 april 1843, död den 13 juli 1923, var en dansk tonsättare, son till Frederik Hammerich och far till Ebbe Hamerik.
Hamerik studerade i Berlin för Hans von Bülow den yngre och i Paris för Hector Berlioz. 1871-98 var han direktör för den musikaliska avdelningen vid Peabody institute i Baltimore, varefter han bosatte sig i Köpenhamn
Hamerik är bekant för en rad verk i senromantisk anda, bland annat sju symfonier, flera operor såsom Tovelille, Hjalmar og Ingeborg (skriven i Paris), La vendetta (skriven i Italien och uruppförd i Milano 1870), Der Wanderer (1872). Dessutom kammarmusik, sex nordiska orkestersviter, körverken Jødisk Trilogi och Kristlig Trilogi, requiem, kantater, kammarmusik samt en Frihetshymn och en Fredshymn.

## Utmärkelser
- Riddare av Dannebrogorden,  1890[8]
- Dannebrogsmännens hederstecken,  1913[8]

[Redigera Wikidata]